# 莲楠草属
莲楠草属（学名：Pararuellia）， 也称地皮消属，是爵床科下的一个属，为莲座状草本植物。该属共有约6种，分布于亚洲东南部。